# 天神ビル
天神ビル（てんじんビル）は、福岡県福岡市中央区天神2丁目12番1号にある株式会社電気ビルが所有するオフィスビル。地上11階、地下3階。

## 概要
福岡市の中心市街地である天神にあって、町の骨格をなす渡辺通り、明治通り、昭和通りが交差する中心街区に位置しており、九州の高度成長のシンボル的な存在であった。
1960年完成、わずか18ヶ月という短期間で建設された。その短期工事を可能にしたのが当時の最先端の技術だった潜函工法である。これは地上で地下の部分を先につくり、同時に地上部分を作りながら躯体を地下に沈めていくというものだった。
窓枠にはステンレスを、外壁には茶褐色の有田焼窯変小口タイルを採用しており、脱落を防止するため定期的な点検と修繕により、建設時の表情がそのまま維持されている。タイルは85万枚使用されている。
1989年には、天神4丁目3番30号に地上8階、地下2階建ての新館が建設された。
2008年、その長年にわたる適切な維持保全と優れた改修が評価され、BELCA賞を受賞した。

## テナント
1階にJTB九州、三井住友信託銀行福岡支店がある。
11階は電気ビルの貸会議室になっている。

## 交通アクセス
- 西鉄天神大牟田線 西鉄福岡（天神）駅
- 福岡市地下鉄空港線 天神駅